# Xu Shuya
Xu Shuya (Changchun prov. de Jilin (Xina), 12 de maig, 1961), és un compositor, pianista i professor xinès.
Shuya va estudiar composició al Conservatori de Música de Xangai, amb Zhu Jian'er i Ding Shande. Més tard va ser professor de composició a la mateixa escola. Després de ser becat, va estudiar composició a França a l'"École Normale de Musique" i al "Conservatoire National Supérieur de Musique" de París. Compon amb un estil modern en tots els gèneres i ha escrit una simfonia, obres orquestrals, música de cambra, música de concert, música instrumental per a molts instruments, òperes, música vocal, etc. Shuya viu avui a França, on viu com a compositor i ensenya. composició.

## Obres seleccionades
- Symfoni nr. 1 "Kurver" (1986) - per a orquestra
- Violinkoncert (1982) - per a violí i orquestra
- Sne i august (2002) - òpera
- "Verdens expo forestilling" (2010), poema simfònic per a orquestra